# Dopolavoro Sportivo Comunale San Giovanni Valdarno 1942-1943
Questa voce raccoglie le informazioni riguardanti il Dopolavoro Sportivo Comunale San Giovanni Valdarno nelle competizioni ufficiali della stagione 1942-1943.

## Rosa
| N. |                   | Ruolo | Calciatore           |
| -- | ----------------- | ----- | -------------------- |
|    | Italia (bandiera) | D     | Aldo Berti           |
|    | Italia (bandiera) | A     | Dino Bongini         |
|    | Italia (bandiera) | C     | Franco Brogelli      |
|    | Italia (bandiera) | P     | L. Casini            |
|    | Italia (bandiera) | D     | C. Dal Torto         |
|    | Italia (bandiera) | C     | Michele Di Salvatore |
|    | Italia (bandiera) | A     | Virgilio Fratini     |
|    | Italia (bandiera) | D     | Mario Leoni          |

| N. |                   | Ruolo | Calciatore         |
| -- | ----------------- | ----- | ------------------ |
|    | Italia (bandiera) | C     | Willi Lucaccini    |
|    | Italia (bandiera) | C     | I. Martini         |
|    | Italia (bandiera) | C     | Enzo Neri          |
|    | Italia (bandiera) | A     | Marino Passetti    |
|    | Italia (bandiera) | D     | Frugolini Perfetti |
|    | Italia (bandiera) | A     | Renato Simoni      |
|    | Italia (bandiera) | A     | A. Tampucci        |
|    | Italia (bandiera) | P     | Alvaro Terrazzi    |